# كلايبول (بوينس آيرس)
كلايبول (بالإسبانية: Claypole, Buenos Aires)‏ هي منطقة سكنية تقع في الأرجنتين في Almirante Brown Partido. يقدر عدد سكانها بـ 41,176 نسمة وترتفع عن سطح البحر 17 متر.

## أعلام
- انريكيه بولونيا
- خوان كارلوس مكاروني
- ماركوس ماورو لوبيز غوتيريز